# Aeroportul Vryburg
Aeroportul Vryburg (IATA: VRU, ICAO: FAVB) este un aeroport din Provincia North West, Africa de Sud ce deservește zona Vryburg. A fost numit după zona deservită.
Situat la o altitudine de 1.211 m, aeroportul dispune de o singură pistă. Este operat de Naledi Local Municipality⁠(d).